# US Open 2003
Die 123. US Open 2003 waren ein internationales Tennisturnier und fanden vom 25. August bis zum 8. September 2003 im USTA Billie Jean King National Tennis Center im Flushing-Meadows-Park in New York, USA statt.

## Herreneinzel
Sieger:  Andy Roddick
Finalgegner:  Juan Carlos Ferrero
Endstand: 6:3, 7:62, 6:3

### Setzliste
| Nr. | Spieler             | Erreichte Runde |
| --- | ------------------- | --------------- |
| 01. | Andre Agassi        | Halbfinale      |
| 02. | Roger Federer       | Achtelfinale    |
| 03. | Juan Carlos Ferrero | Finale          |
| 04. | Andy Roddick        | Sieg            |
| 05. | Guillermo Coria     | Viertelfinale   |
| 06. | Lleyton Hewitt      | Viertelfinale   |
| 07. | Carlos Moyá         | Achtelfinale    |
| 08. | Rainer Schüttler    | Achtelfinale    |
| 09. | Sébastien Grosjean  | 1. Runde        |
| 10. | Jiří Novák          | 3. Runde        |
| 11. | Paradorn Srichaphan | Achtelfinale    |
| 12. | Sjeng Schalken      | Viertelfinale   |
| 13. | David Nalbandian    | Halbfinale      |
| 14. | Gustavo Kuerten     | 1. Runde        |
| 15. | Fernando González   | 3. Runde        |
| 16. | Martin Verkerk      | 2. Runde        |
| 17. | Tommy Robredo       | 1. Runde        |

| Nr. | Spieler            | Erreichte Runde |
| --- | ------------------ | --------------- |
| 18. | Maks Mirny         | 1. Runde        |
| 19. | Agustín Calleri    | 2. Runde        |
| 20. | Mark Philippoussis | 3. Runde        |
| 21. | Félix Mantilla     | 1. Runde        |
| 22. | Younes El Aynaoui  | Viertelfinale   |
| 23. | Wayne Ferreira     | 2. Runde        |
| 24. | Mardy Fish         | 2. Runde        |
| 25. | Albert Costa       | 2. Runde        |
| 26. | Marat Safin        | Rückzug         |
| 27. | Mariano Zabaleta   | 1. Runde        |
| 28. | Jewgeni Kafelnikow | 3. Runde        |
| 29. | Feliciano López    | 1. Runde        |
| 30. | Gastón Gaudio      | 1. Runde        |
| 31. | Arnaud Clément     | 2. Runde        |
| 32. | Vincent Spadea     | 1. Runde        |
| 33. | Juan Ignacio Chela | 3. Runde        |

## Dameneinzel
Siegerin:  Justine Henin-Hardenne
Finalgegnerin:  Kim Clijsters
Endstand: 7:5, 6:1

### Setzliste
| Nr. | Spielerin              | Erreichte Runde |
| --- | ---------------------- | --------------- |
| 01. | Kim Clijsters          | Finale          |
| 02. | Justine Henin-Hardenne | Sieg            |
| 03. | Lindsay Davenport      | Halbfinale      |
| 04. | Serena Williams        | Rückzug         |
| 05. | Amélie Mauresmo        | Viertelfinale   |
| 06. | Jennifer Capriati      | Halbfinale      |
| 07. | Anastassija Myskina    | Viertelfinale   |
| 08. | Chanda Rubin           | 1. Runde        |
| 09. | Daniela Hantuchová     | 3. Runde        |
| 10. | Magdalena Maleewa      | 1. Runde        |
| 11. | Jelena Dementjewa      | Achtelfinale    |
| 12. | Conchita Martínez      | 2. Runde        |
| 13. | Wera Swonarjowa        | 3. Runde        |
| 14. | Amanda Coetzer         | 3. Runde        |
| 15. | Ai Sugiyama            | Achtelfinale    |
| 16. | Jelena Bowina          | 1. Runde        |
| 17. | Meghann Shaughnessy    | Achtelfinale    |

| Nr. | Spielerin              | Erreichte Runde |
| --- | ---------------------- | --------------- |
| 18. | Patty Schnyder         | 2. Runde        |
| 19. | Nadja Petrowa          | Achtelfinale    |
| 20. | Silvia Farina Elia     | 2. Runde        |
| 21. | Anna Smaschnowa        | 1. Runde        |
| 22. | Jelena Dokić           | 2. Runde        |
| 23. | Nathalie Dechy         | 2. Runde        |
| 24. | Paola Suárez           | Viertelfinale   |
| 25. | Eleni Daniilidou       | 1. Runde        |
| 26. | Lina Krasnoruzkaja     | 1. Runde        |
| 27. | Swetlana Kusnezowa     | 3. Runde        |
| 28. | Lisa Raymond           | 2. Runde        |
| 29. | Francesca Schiavone    | Viertelfinale   |
| 30. | Magüi Serna            | 2. Runde        |
| 31. | Alexandra Stevenson    | 1. Runde        |
| 32. | Marie-Gaïané Mikaelian | 2. Runde        |
| 33. | Katarina Srebotnik     | 2. Runde        |

## Herrendoppel
Sieger:  Jonas Björkman &  Todd Woodbridge
Finalgegner:  Bob Bryan &  Mike Bryan
Endstand: 5:7, 6:0, 7:5

### Setzliste
| Nr. | Paarung                        | Erreichte Runde |
| --- | ------------------------------ | --------------- |
| 01. | Mahesh Bhupathi Maks Mirny     | Viertelfinale   |
| 02. | Bob Bryan Mike Bryan           | Finale          |
| 03. | Mark Knowles Daniel Nestor     | Halbfinale      |
| 04. | Jonas Björkman Todd Woodbridge | Sieg            |
| 05. | Wayne Arthurs Paul Hanley      | Viertelfinale   |
| 06. | Michaël Llodra Fabrice Santoro | Halbfinale      |
| 07. | Jewgeni Kafelnikow David Rikl  | 1. Runde        |
| 08. | Martin Damm Cyril Suk          | Viertelfinale   |

| Nr. | Paarung                       | Erreichte Runde |
| --- | ----------------------------- | --------------- |
| 09. | Wayne Black Kevin Ullyett     | Achtelfinale    |
| 10. | Joshua Eagle Jared Palmer     | Achtelfinale    |
| 11. | Gastón Etlis Martín Rodríguez | 1. Runde        |
| 12. | Tomáš Cibulec Pavel Vízner    | 2. Runde        |
| 13. | Chris Haggard Donald Johnson  | Achtelfinale    |
| 14. | František Čermák Leoš Friedl  | Achtelfinale    |
| 15. | Lucas Arnold Ker Mariano Hood | Achtelfinale    |
| 16. | Jiří Novák Radek Štěpánek     | 2. Runde        |

## Damendoppel
Siegerinnen:  Virginia Ruano-Pascual &  Paola Suárez
Finalgegnerinnen:  Swetlana Kusnezowa &  Martina Navratilova
Endstand: 6:2, 6:3

### Setzliste
| Nr. | Paarung                                | Erreichte Runde |
| --- | -------------------------------------- | --------------- |
| 01. | Kim Clijsters Ai Sugiyama              | 2. Runde        |
| 02. | Virginia Ruano Pascual Paola Suárez    | Sieg            |
| 03. | Cara Black Jelena Lichowzewa           | Halbfinale      |
| 04. | Swetlana Kusnezowa Martina Navratilova | Finale          |
| 05. | Jelena Bowina Rennae Stubbs            | Viertelfinale   |
| 06. | Jelena Dementjewa Lina Krasnoruzkaja   | Achtelfinale    |
| 07. | Janette Husárová Conchita Martínez     | Viertelfinale   |
| 08. | Liezel Huber Magdalena Maleewa         | Viertelfinale   |

| Nr. | Paarung                                  | Erreichte Runde |
| --- | ---------------------------------------- | --------------- |
| 09. | Petra Mandula Patricia Wartusch          | Achtelfinale    |
| 10. | Nadja Petrowa Mary Pierce                | Achtelfinale    |
| 11. | Emmanuelle Gagliardi Meghann Shaughnessy | 1. Runde        |
| 12. | Daniela Hantuchová Chanda Rubin          | Achtelfinale    |
| 13. | María Vento-Kabchi Angelique Widjaja     | Viertelfinale   |
| 14. | Shinobu Asagoe Nana Miyagi               | 2. Runde        |
| 15. | Tina Križan Katarina Srebotnik           | Achtelfinale    |
| 16. | Janet Lee Wynne Prakusya                 | 1. Runde        |

## Mixed
Sieger:  Katarina Srebotnik &  Bob Bryan
Finalgegner:  Lina Krasnoruzkaja &  Daniel Nestor
Endstand: 5:7, 7:5, 7:65

### Setzliste
| Nr. | Paarung                             | Erreichte Runde |
| --- | ----------------------------------- | --------------- |
| 01. | Mahesh Bhupathi Paola Suárez        | Achtelfinale    |
| 02. | Mike Bryan Lisa Raymond             | Viertelfinale   |
| 03. | Mark Knowles Virginia Ruano Pascual | Viertelfinale   |
| 04. | Todd Woodbridge Jelena Lichowzewa   | Achtelfinale    |

| Nr. | Paarung                          | Erreichte Runde |
| --- | -------------------------------- | --------------- |
| 05. | Daniel Nestor Lina Krasnoruzkaja | Finale          |
| 06. | Leoš Friedl Janette Husárová     | Halbfinale      |
| 07. | Wayne Black Cara Black           | Halbfinale      |
| 08. | Bob Bryan Katarina Srebotnik     | Sieg            |